# Carthamus pomelianus
Carthamus pomelianus là một loài thực vật có hoa trong họ Cúc. Loài này được (Batt.) Batt. mô tả khoa học đầu tiên năm 1905.